# Штокхајм (Горња Франконија)
Штокхајм (њем. Stockheim) град је у њемачкој савезној држави Баварска. Једно је од 18 општинских средишта округа Кронах. Према процјени из 2010. у граду је живјело 5.203 становника. Посједује регионалну шифру (AGS) 9476178.

## Географски и демографски подаци
Штокхајм се налази у савезној држави Баварска у округу Кронах. Град се налази на надморској висини од 354 метра. Површина општине износи 25,4 km². У самом граду је, према процјени из 2010. године, живјело 5.203 становника. Просјечна густина становништва износи 205 становника/km².